# اویدا
اَویدا (انگلیسی: Aveda) (‎/əˈveɪdə/‎ ə-VAY-də) یک شرکت آمریکایی لوازم آرایشی آمریکایی است که در سال ۱۹۷۸ در بلین، مینه‌سوتا تأسیس گردید و مالک کنونی آن استه لودر می‌باشد.